# Bonke Innocent
Bonke Innocent (sinh ngày 20 tháng 1 năm 1996) là một cầu thủ bóng đá người Nigeria thi đấu cho câu lạc bộ Thụy Điển Malmö FF, ở vị trí tiền vệ phòng ngự.

## Sự nghiệp
Vào ngày 2 tháng 8 năm 2017, Malmö FF thông báo vụ chuyển nhượng Innocent với hợp đồng đến năm 2021 cùng mức giá €800 000.

## Thống kê sự nghiệp

### Câu lạc bộ
Tính đến trận đấu diễn ra ngày 27 tháng 5 năm 2018
| Câu lạc bộ          | Mùa giải            | Giải vô địch        | Giải vô địch | Giải vô địch | Cúp Quốc gia | Cúp Quốc gia | Châu lục | Châu lục  | Tổng cộng | Tổng cộng |
| Câu lạc bộ          | Mùa giải            | Hạng đấu            | Số trận      | Bàn thắng    | Số trận      | Bàn thắng    | Số trận  | Bàn thắng | Số trận   | Bàn thắng |
| ------------------- | ------------------- | ------------------- | ------------ | ------------ | ------------ | ------------ | -------- | --------- | --------- | --------- |
| Lillestrøm          | 2014                | Tippeligaen         | 1            | 0            | 0            | 0            | –        | –         | 1         | 0         |
| Lillestrøm          | 2015                | Tippeligaen         | 20           | 0            | 2            | 0            | –        | –         | 22        | 0         |
| Lillestrøm          | 2016                | Tippeligaen         | 24           | 0            | 2            | 0            | –        | –         | 26        | 0         |
| Lillestrøm          | 2017                | Tippeligaen         | 9            | 0            | 2            | 1            | –        | –         | 11        | 1         |
| Lillestrøm          | Tổng cộng           | Tổng cộng           | 54           | 0            | 6            | 1            | 0        | 0         | 60        | 1         |
| Malmö FF            | 2017                | Allsvenskan         | 2            | 0            | 0            | 0            | 0        | 0         | 2         | 0         |
| Malmö FF            | 2018                | Allsvenskan         | 5            | 0            | 1            | 0            | 0        | 0         | 6         | 0         |
| Malmö FF            | Tổng cộng           | Tổng cộng           | 7            | 0            | 1            | 0            | 0        | 0         | 8         | 0         |
| Tổng cộng sự nghiệp | Tổng cộng sự nghiệp | Tổng cộng sự nghiệp | 61           | 0            | 7            | 1            | 0        | 0         | 68        | 1         |